# Exalphus colasi
Exalphus colasi es una especie de escarabajo longicornio del género Exalphus, tribu Acanthoderini, subfamilia Lamiinae. Fue descrita científicamente por Lane 1965.
La especie se mantiene activa durante los meses de enero, noviembre y diciembre.

## Descripción
Mide 9,25-12,75 milímetros de longitud.

## Distribución
Se distribuye por Brasil y Guayana Francesa.